# Старе-Чарново (гмина)
Старе-Чарново (пол. Stare Czarnowo) — сельская гмина (волость) в Польше, входит как административная единица в Грыфинский повет, Западно-Поморское воеводство. Население — 3867 человек (на 2005 год).

## Соседние гмины
1. Щецин
2. Повет-гродзки
3. Гмина Грыфино
4. Повет-грыфиньски
5. Гмина Белице
6. Гмина Пыжице
7. Гмина Варнице
8. Повет-пыжицки
9. Гмина Кобылянка
10. Гмина Старгард-Щециньски
11. Повет-старгардзки